# Rhaconotus persimilis
Rhaconotus persimilis är en stekelart som först beskrevs av Szepligeti 1911.  Rhaconotus persimilis ingår i släktet Rhaconotus och familjen bracksteklar. Inga underarter finns listade i Catalogue of Life.